# Атмосфера Плутона

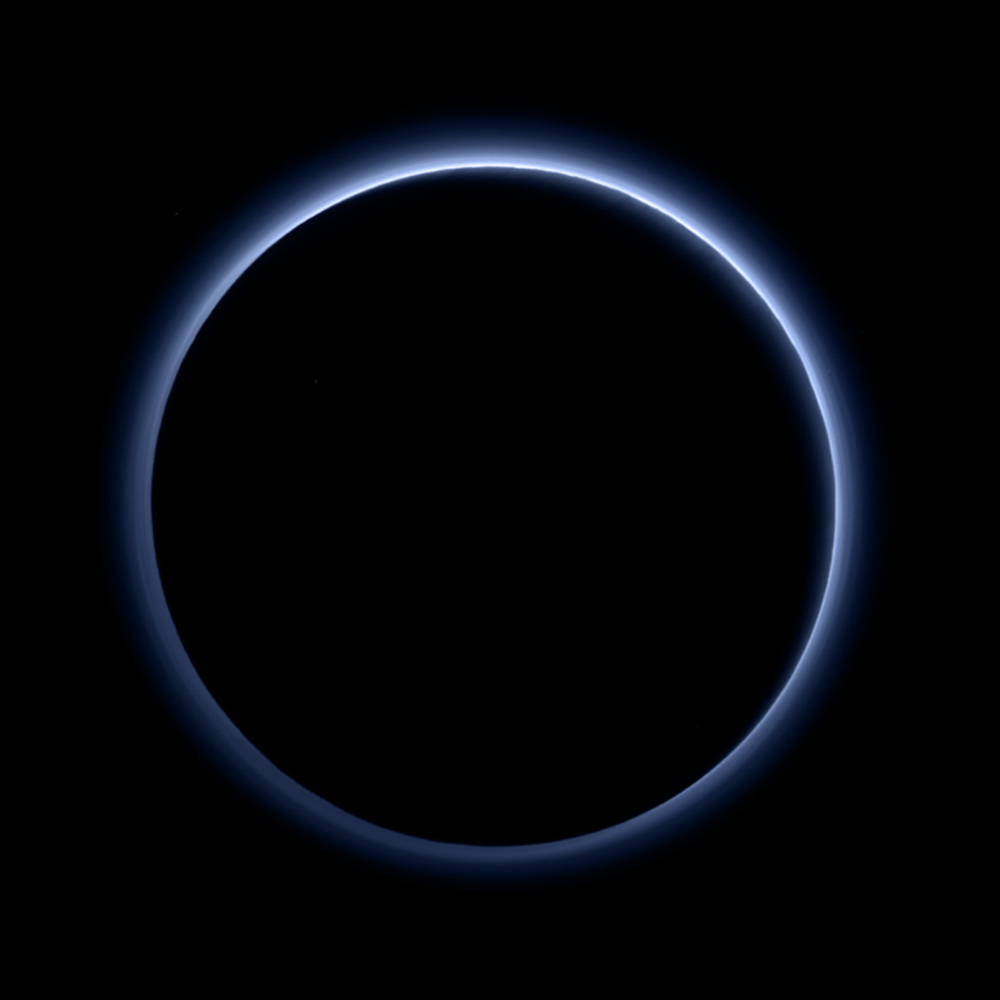
Ночная сторона Плутона. Видно дымчатые нижние слои атмосферы, подсвеченные Солнцем. Снимок аппарата «Новые горизонты»; цвета близки к настоящим.

Атмосфера Плутона — разрежённый газовый слой, окружающий Плутон. Состоит из веществ, испаряющихся с его поверхности: азота (N2) с примесями метана (CH4) и монооксида углерода (CO). Содержит слоистую дымку, состоящую, вероятно, из более сложных соединений, образующихся из этих газов под действием высокоэнергетичного излучения. Примечательна сильными и не до конца объяснёнными сезонными изменениями, вызванными особенностями орбитального и осевого вращения Плутона.
Давление атмосферы около поверхности Плутона по состоянию на 2015 год составляет около 1 Па (10 мкбар), что примерно в 100 000 раз меньше, чем на Земле. Температура на поверхности составляет от 40 до 60 К, но с высотой она быстро растёт из-за создаваемого метаном парникового эффекта. На высоте 20-30 км температура достигает 110 K, а затем медленно снижается.
Плутон — единственный транснептуновый объект, у которого обнаружена атмосфера. Её ближайший аналог — атмосфера Тритона, а в некоторых аспектах она напоминает даже атмосферу Марса.
Атмосферу Плутона исследуют с 1980-х годов с помощью наземных наблюдений покрытий им звёзд, а также спектроскопическими методами. В 2015 году её исследовал с близкого расстояния космический аппарат «Новые горизонты».

## Состав

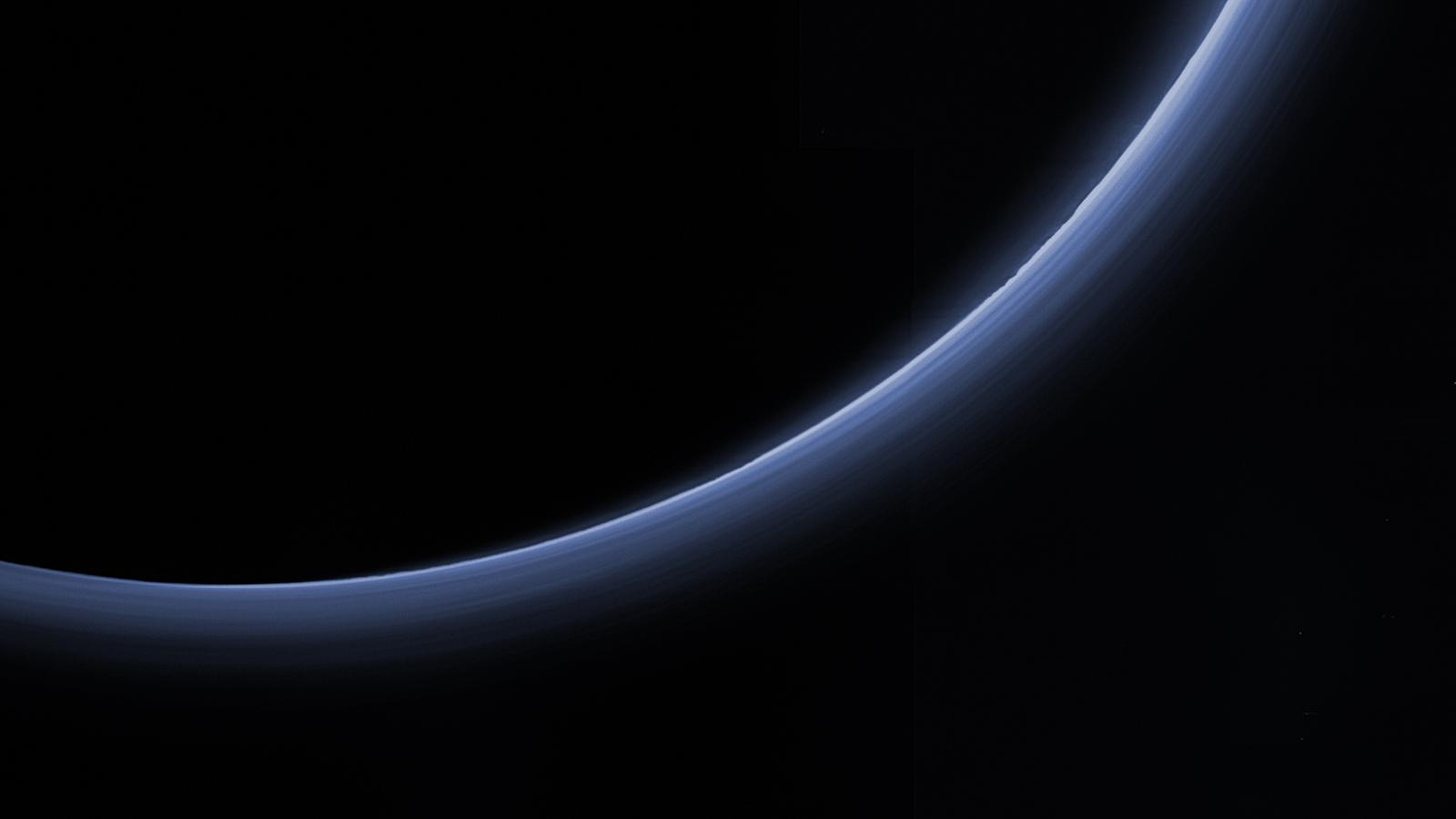
Слои голубой дымки в атмосфере Плутона (цвета близки к настоящим)

Главный компонент атмосферы Плутона — азот. Содержание метана, согласно измерениям аппарата «Новые Горизонты», составляет 0,25 % (по наземным наблюдениям были получены значения 0,4–0,6% в 2008 году и 0,3–0,4% в 2012). Для содержания монооксида углерода есть сделанные по наземным наблюдениям оценки 0,025–0,15% (2010) и 0,05–0,075% (2015). Под влиянием высокоэнергичного космического излучения из этих газов образуются более сложные соединения, нелетучие при температурах поверхности Плутона и постепенно оседающие на неё. Они включают этан (C2H6), этилен (C2H4), ацетилен (C2H2), более тяжёлые углеводороды и нитрилы, циановодород (HCN), а также высокомолекулярные соединения толины, придающие Плутону (как и некоторым другим телам внешней части Солнечной системы) коричневатый цвет. Для этилена и ацетилена есть оценки содержания, сделанные по данным «Новых горизонтов»: 0,0001 % и 0,0003 % соответственно.
Самый летучий компонент атмосферы Плутона — азот, следующий — монооксид углерода, третий по летучести — метан. Показателем летучести служит давление насыщенного пара. При температуре 40 K (близкой к минимальному значению для поверхности Плутона) оно составляет порядка 10 Па для азота, 1 Па для монооксида углерода и 0,001 Па для метана. С ростом температуры давление насыщенного пара быстро повышается и при 60 K (близко к максимальному значению) приближается к 10 000 Па, 3000 Па и 10 Па соответственно. Для более тяжёлых, чем метан, углеводородов, а также диоксида углерода, оно остаётся пренебрежимо малым (порядка 10−5 Па или даже ниже), что означает практическое отсутствие у них летучести в условиях Плутона (по крайней мере в холодных низких слоях атмосферы). Вода, аммиак и циановодород нелетучи даже при температуре 100 K, характерной для верхней атмосферы.
Для второстепенных составляющих атмосферы Плутона можно ожидать бо́льших, чем для азота, отклонений от равновесия со льдами на поверхности, а также бо́льших временных и пространственных вариаций концентрации. Однако по крайней мере для метана не удалось уверенно обнаружить её зависимости ни от высоты (по крайней мере в пределах 20-30 км от поверхности), ни от долготы, ни от времени. Но с удалением Плутона от Солнца и абсолютное, и относительное содержание метана должно падать, на что указывает зависимость летучести его и азота от температуры. Примечательно, что наблюдаемая концентрация метана на два порядка величины выше, чем рассчитанная по закону Рауля на основании его концентрации в поверхностном льду и отношения давлений насыщенного пара метана и азота. Причины этого расхождения неизвестны. Оно может возникать из-за существования на поверхности отдельных областей относительно чистого метанового льда или вследствие повышенного содержания метана в поверхностном слое обычного смешанного льда.
Сезонные изменения количества солнечного света приводят к миграции поверхностных льдов: в некоторых местах лёд возгоняется, а в других конденсируется. По некоторым оценкам, вариации толщины льдов составляют порядка метра. Это (вместе с изменением ракурса) приводит к существенным изменениям блеска и цвета Плутона.
Метан и монооксид углерода, несмотря на малое содержание, значительно влияют на температуру атмосферы: метан её сильно повышает за счёт парникового эфеекта, а монооксид углерода понижает за счёт антипарникового (хотя величина этого охлаждения точно не известна).

## Дымка

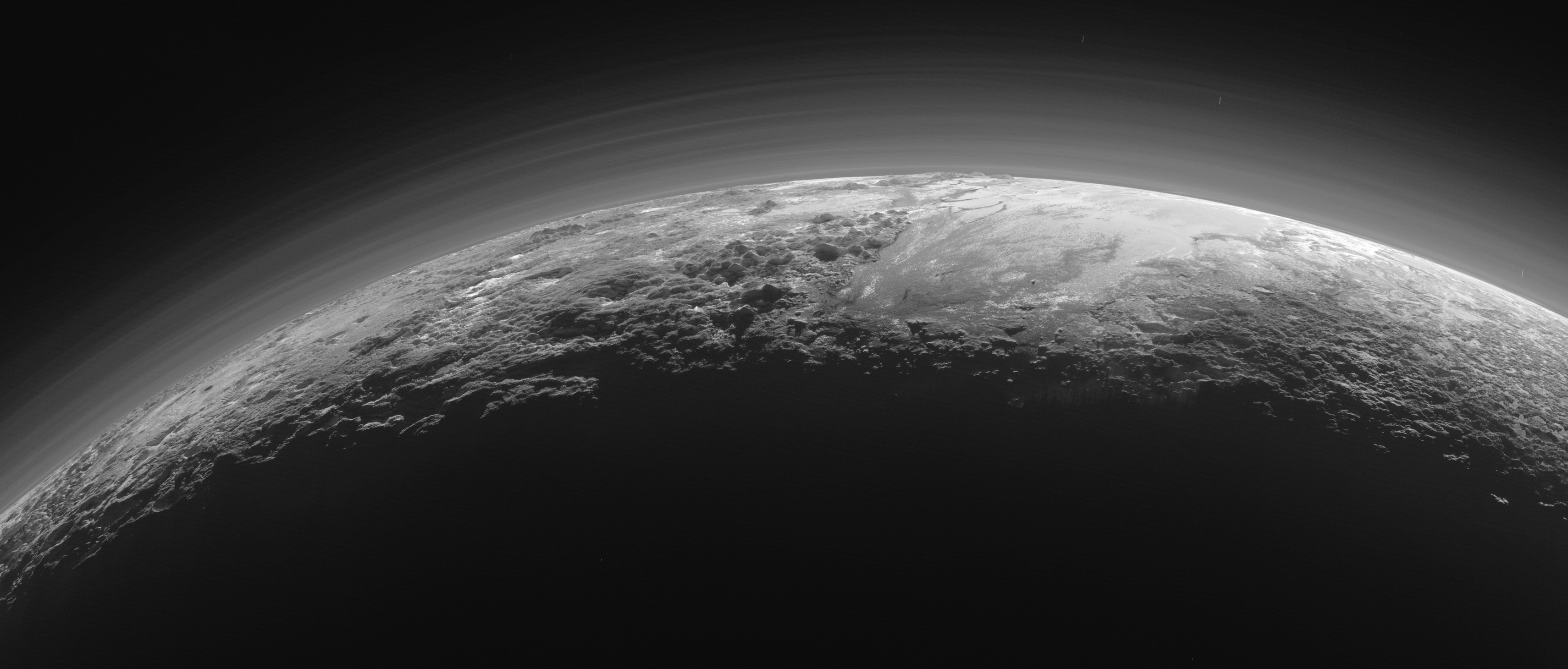
Слоистая дымка в атмосфере Плутона. Ниже видно часть равнины Спутника и окружающие горы. Фотография, сделанная космическим аппаратом «Новые горизонты» спустя 15 минут после наиболее тесного сближения с Плутоном.

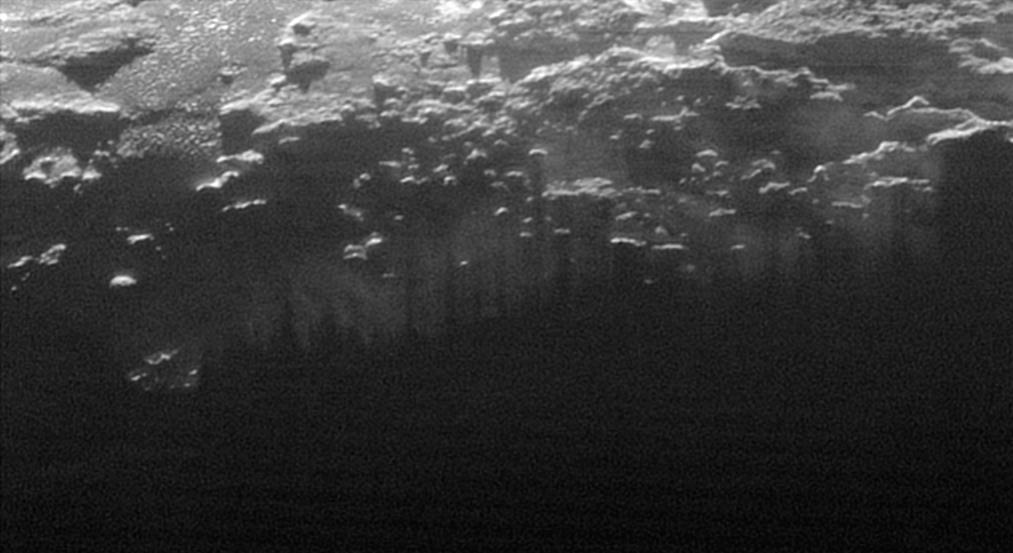
Тени от гор на приповерхностной дымке

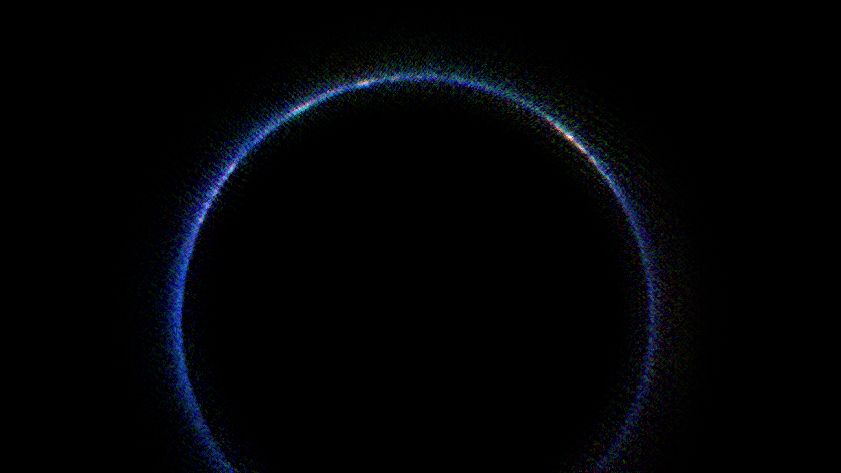
Атмосфера Плутона в инфракрасном диапазоне (1,25—2,5 мкм). Синее кольцо — дымка; белые участки — особенно светлые или ровные области поверхности.

Космический аппарат «Новые горизонты» открыл в атмосфере Плутона голубую слоистую дымку, окутывающую всю карликовую планету. На снимках она просматривается до высоты более 200 км, а ультрафиолетовым спектрометром зарегистрирована до уровня 300 км. На лучших изображениях видно около 20 слоёв. Их горизонтальная протяжённость превышает 1000 км; высота одного и того же слоя в разных местах может отличаться. Над северной полярной областью дымка в 2-3 раза плотнее, чем над экваториальной. Толщина слоёв — от 1 до более 10 км, а вертикальное расстояние между ними — порядка 10 км.
Несмотря на очень низкую плотность атмосферы, дымка довольно заметна: благодаря рассеянному ею свету даже удалось заснять некоторые детали ночной стороны Плутона. Кое-где на дымке видны длинные тени от гор. Для её нормальной оптической толщины есть оценки 0,004 или 0,013 (следовательно, вертикальный луч света в ней ослабляется на {\displaystyle 1-e^{-0,004}\approx 0,4\%} или {\displaystyle 1-e^{-0,013}\approx 1,3\%}; для скользящего луча ослабление гораздо больше). Шкала высот дымки (высота, на которой её плотность спадает в e раз) составляет 45–55 км, что примерно совпадает со шкалой высот давления в средней части атмосферы. На высотах 100–200 км она уменьшается до 30 км.
Размер частиц дымки неясен. Голубой цвет указывает на радиус частиц порядка 10 нм, но отношение яркости при разных фазовых углах — на радиус более 100 нм. Такое расхождение можно объяснить слипанием маленьких (десятки нм) частиц в более крупные (сотни нм) образования. Характерный размер таких агрегатов на высоте 45 км оценивают в 150 нм.
Вероятно, дымка состоит из частиц нелетучих веществ, образующихся из атмосферных газов под действием космических лучей и постепенно оседающих на поверхность. Время оседания измеряется земными сутками или неделями. Расслоение дымки объясняют гравитационными волнами (их существование подтверждается по наблюдениям покрытий). Волны, в свою очередь, могут создаваться ветром, дующим над неровностями поверхности Плутона.

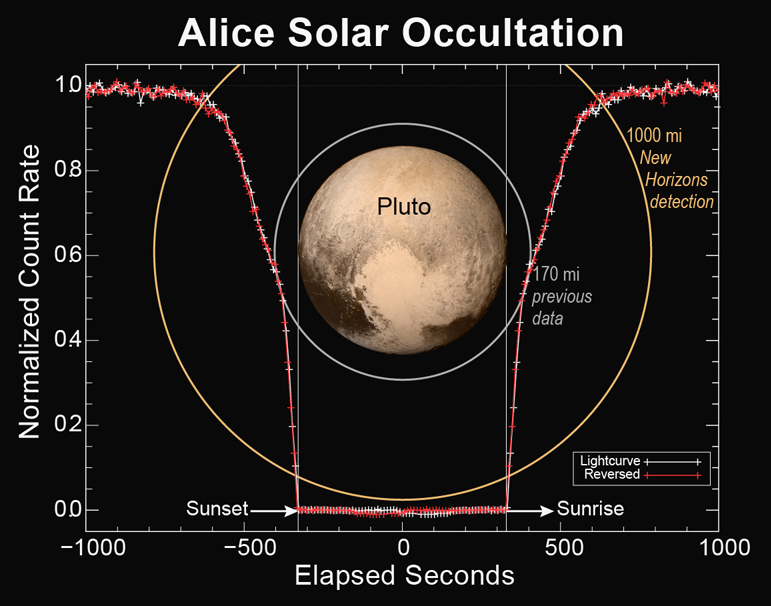
Кривая поглощения солнечного ультрафиолета атмосферой Плутона во время прохождения аппарата «Новые Горизонты» сквозь его тень. Излом, видимый как на нисходящей, так и на восходящей ветви, создаётся, по-видимому, дымкой.

Вероятно, именно дымка создаёт излом на кривой зависимости интенсивности солнечного излучения от времени, полученной аппаратом «Новые горизонты» при пролёте сквозь тень Плутона: ниже 150 км атмосфера поглощает гораздо сильнее, чем на больших высотах. Подобный излом наблюдался и при покрытии звезды в 1988 году, и первоначально его тоже объясняли ослаблением света дымкой, но после появления данных «Новых горизонтов» было установлено, что он возникал в основном из-за быстрого роста температуры с высотой в нижних слоях атмосферы. При дальнейших покрытиях звёзд (когда атмосфера Плутона была уже в ≥2 раза плотнее) этого излома почти или совсем не было.
Другой предполагаемый признак наличия дымки наблюдали во время покрытия в 2002 году. Когда Плутон уже покрыл звезду, некоторая часть её света благодаря преломлению в его атмосфере всё-таки достигла Земли, и оказалось, что интенсивность этого излучения растёт с длиной волны. Это считалось довольно надёжным доказательством рассеяния света аэрозолями (наподобие эффекта покраснения восходящего Солнца). Но при последующих покрытиях (включая 29 июня 2015 года) этой особенности не было, а 14 июля 2015 года аппарат «Новые горизонты» обнаружил, что цвет у дымки голубой.

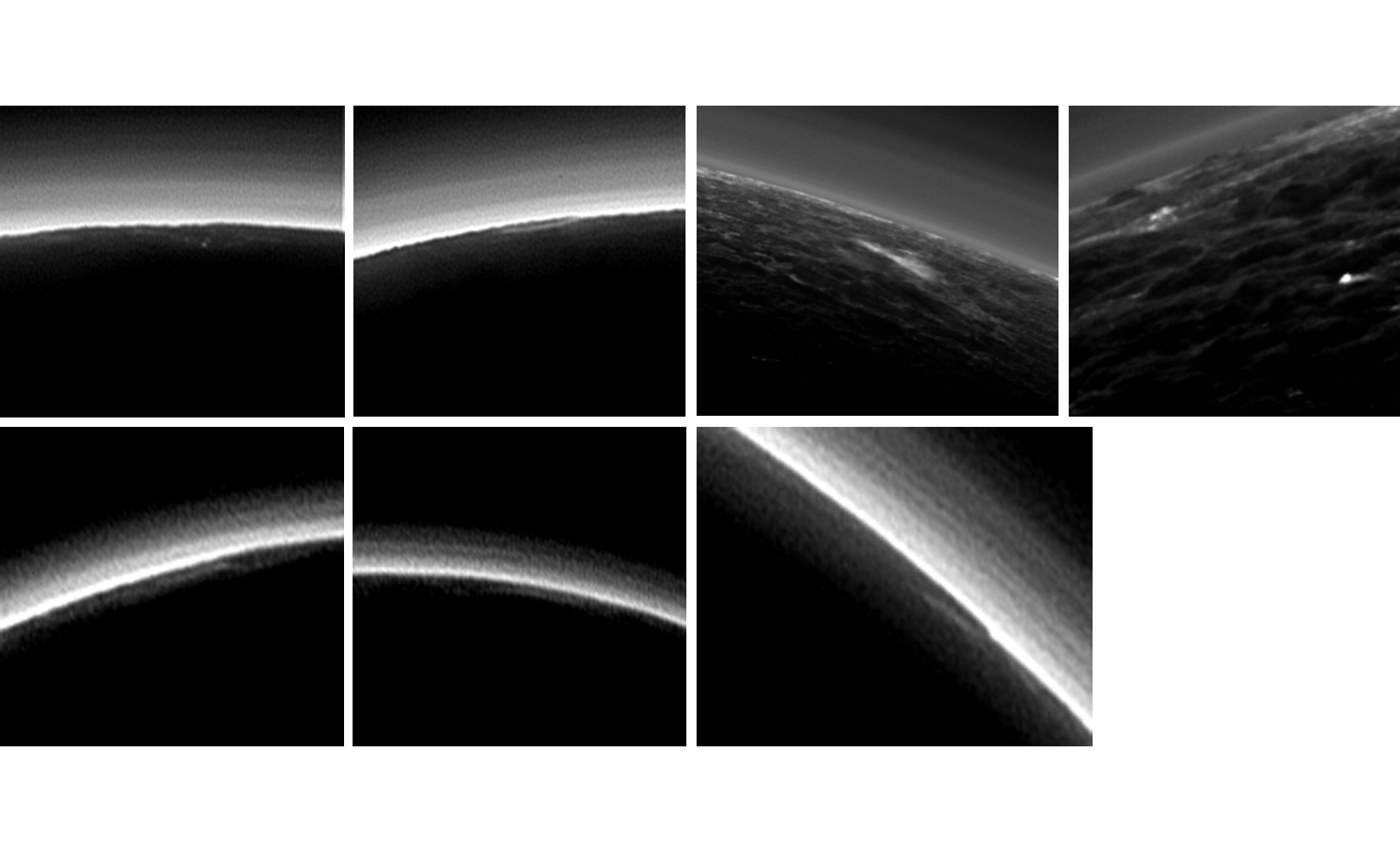
Возможные облака в атмосфере Плутона

На некоторых снимках аппарата «Новые горизонты» были обнаружены возможные облака.

## Температура и тепловая структура
Плутон не имеет или почти не имеет тропосферы: наблюдения «Новых горизонтов» указывают на наличие лишь тонкого тропосферного пограничного слоя. В его пределах температура относительно постоянная. Он был обнаружен при просвечивании атмосферы радиоволнами с помощью аппарата «Новые горизонты» и зарегистрирован при заходе зонда за Плутон, но не при выходе. Толщина этого слоя составляла 4 км, а температура — 37±3 K (именно при такой температуре давление насыщенного пара азота равно наблюдаемому атмосферному давлению). Возможно, пограничный слой состоит из газа, недавно испарившегося с поверхности и ещё не перемешавшегося с остальной атмосферой. На это указывает то, что этот слой наблюдался в области равнины Спутника, большого резервуара летучих льдов. Испарение должно было происходить во время наблюдений или незадолго до них — расчёты показывают, что без возобновления этот слой просуществовал бы не более 2 земных лет.
Над этим слоем находится стратосфера — область, где температура быстро растёт с высотой. Скорость роста существенно отличается в разных местах: при заходе аппарата за Плутон было получено значение 6,4±0,9, а при выходе — 3,4±0,9 K/км (данные для нижних 10 км стратосферы). По наземным наблюдениям эту величину оценивали в 2,2, 3–15 или 5,5 градусов на км. Рост температуры — следствие парникового эффекта, вызванного метаном. Средняя температура поверхности равна 42±4 K (измерена в 2005 году), а средняя по атмосфере — 90+25
−18 K (2008).
На высоте 20–40 км температура достигает максимума (100–110 K; стратопауза), а затем медленно уменьшается (около 0,2 K/км; мезосфера). Причины снижения неясны; оно может быть связано с охлаждающим влиянием ацетилена, циановодорода и (или) монооксида углерода. На высоте более 500 км температура, достигнув 70 K, становится постоянной.
Температура средних — верхних слоёв атмосферы, по данным наблюдений покрытий звёзд, не проявляет заметных изменений со временем. В 1988, 2002 и 2006 годах она была одинаковой в пределах ошибки и равной 100 K (с неопределённостью около 10 K), несмотря на изменение давления в два раза. Существенной зависимости от широты или времени суток тоже нет: температура одинакова над всей поверхностью. Это согласуется с теоретическими выводами, предсказывающими быстрое перемешивание атмосферы. С другой стороны, аппарат «Новые горизонты» в 2015 году обнаружил заметные отличия между кривыми зависимости температуры от высоты на разных сторонах Плутона. Кроме того, есть свидетельства наличия малых вертикальных неоднородностей температуры. Они проявляются в виде резких коротких всплесков яркости в течение покрытий звёзд. Амплитуда неоднородностей оценивается в 0,5–0,8 K на масштабе в несколько километров. Они могут создаваться атмосферными гравитационными волнами или турбулентностью, созданными конвекцией или ветром.
Взаимодействие с атмосферой значительно влияет на температуру поверхности. Расчёты показывают, что атмосфера, несмотря на очень низкое давление, может существенно сглаживать суточные колебания температуры. Но там всё же сохраняются вариации температуры величиной около 20 K — частично из-за охлаждения поверхности вследствие сублимации льдов.

## Давление
Давление атмосферы Плутона очень низкое и сильно изменяется со временем. Наблюдения покрытий звёзд Плутоном показывают, что с 1988 до 2015 года оно возросло втрое, хотя с 1989 года Плутон удаляется от Солнца. Вероятно, это вызвано тем, что в 1987 году на северном (точнее, «положительном») полюсе Плутона наступил полярный день, что усиливает испарение азота с северного полушария, а южное полушарие ещё слишком тёплое для его конденсации. Абсолютные значения давления у поверхности по наблюдениям покрытий рассчитать сложно, поскольку эти наблюдения обычно не дают сведений о самых низких слоях атмосферы. Поэтому данные о давлении у поверхности приходится экстраполировать по зависимости давления от высоты, а она точно не известна, так как зависит от характера изменения температуры с высотой. Кроме того, надо знать радиус Плутона, который до 2015 года был известен плохо. Поэтому точные значения давления у поверхности Плутона раньше определить не удавалось. При некоторых покрытиях, начиная с 1988 года, давление определялось для расстояния 1275 км от центра Плутона (как оказалось позже, это 88±4 км от поверхности).
Кривые зависимости давления от расстояния от центра, полученные по наблюдениям покрытий 1988 и 2002 годов в комбинации с современным значением радиуса Плутона (1187±4 км) дают значения давления 0,4 Па для 1988 года и 1,0 Па для 2002 года. Спектральные данные дали значения 0,94 Па в 2008 году и 1,23 Па в 2012 году для расстояния от центра 1188 км (1±4 км от поверхности). Покрытие 4 мая 2013 года опять дало значение почти для уровня поверхности (1190 км от центра, 3±4 км от поверхности): 1,13±0,007 Па. Покрытие 29/30 июня 2015 года, лишь за 2 недели до сближения с «Новыми горизонтами», дало величину давления у поверхности 1,3±0,1 Па.
Первые прямые и надёжные данные о самых низких слоях атмосферы Плутона были получены при её просвечивании радиоволнами с помощью космического аппарата «Новые горизонты» 14 июля 2015 года. Давление у поверхности оценено в 1 Па (1,1±0,1 при заходе аппарата за Плутон и 1,0±0,1 при выходе). Это примерно согласуется с наблюдениями покрытий в предыдущие несколько лет, хотя некоторые расчёты, основанные на тех же наблюдениях, дали вдвое большие оценки.
Шкала высот давления в атмосфере Плутона значительно меняется с высотой (другими словами, зависимость давления от высоты отличается от экспоненциальной). Это вызвано существенной зависимостью температуры от высоты. В самых низких слоях атмосферы шкала высот составляет около 17–19 км, а для высот 30–100 км — 50–70 км.

## Сезонные изменения
Вследствие эксцентричности орбиты в афелии Плутон получает в 2,8 раза меньше тепла, чем в перигелии. Это должно вызывать в его атмосфере значительные изменения, но в их деталях остаётся много неясного. Первоначально считалось, что в афелии атмосфера должна практически полностью замерзать и выпадать на поверхность (на это указывает сильная зависимость давления насыщенного пара её составляющих от температуры), но более подробные модели предсказывают, что Плутон обладает заметной атмосферой на протяжении всего своего года.
Последнее прохождение Плутона через перигелий произошло 5 сентября 1989 года. По состоянию на 2019 год он удаляется от Солнца и общая его освещённость снижается. Но ситуацию усложняет большой наклон оси вращения (122,5°), из-за которого на большой части поверхности Плутона существуют долгие полярные дни и ночи. Незадолго до прохождения перигелия — 16 декабря 1987 года — на Плутоне произошло равноденствие, и его северный (положительный) полюс вышел из полярной ночи, продолжавшейся 124 земных года.
Данные, существующие по состоянию на 2014 год, позволили создать следующую модель сезонных изменений в атмосфере Плутона. При прохождении афелия (в последний раз — в 1865 году) значительное количество летучих льдов было и в северном, и южном полушариях. Примерно в то же время на Плутоне произошло равноденствие и он повернулся к Солнцу южным полушарием. Замёрзшие газы стали перемещаться в северное полушарие, и около 1900 года южное их в значительной мере лишилось. После следующего равноденствия (1987 год) оно отвернулось от Солнца. Но к этому времени его поверхность была значительно нагретой, а большая тепловая инерция (обеспеченная нелетучим водяным льдом) не давала ей быстро остыть. Поэтому газы, которые в это время интенсивно испарялись с северного полушария, не могли такими же темпами конденсироваться на южном и стали накапливаться в атмосфере, повышая давление. В 2035–2050 годах южное полушарие остынет достаточно для интенсивной конденсации газов, и начнётся их миграция туда с севера, где продолжается полярный день. Это будет продолжаться до момента равноденствия, примерно совпадающего с прохождением афелия (около 2113 года). Северное полушарие не лишится летучих льдов полностью, и их испарение будет поддерживать существование атмосферы даже вблизи афелия. Сезонное изменение атмосферного давления в этой модели составляет около 4 раз; минимум достигался в 1970–1980 годах, а максимум произойдет около 2030 года. Максимальное изменение температуры составляет всего несколько градусов.

## Рассеивание атмосферы
Данные космического аппарата «Новые горизонты» показали, что атмосфера Плутона теряет около 1×1023 молекул азота и 5×1025 молекул метана в секунду. Это соответствует потере нескольких сантиметров азотного льда и нескольких десятков метров метанового льда за время существования Солнечной системы.
До измерений «Новых горизонтов» температуру верхних слоёв атмосферы Плутона считали более высокой, а из этого следовала очень большая скорость рассеивания атмосферы. Темпы её потери оценивали в 1027–1028 молекул (50–500 кг) азота в секунду. При такой скорости за время существования Солнечной системы испарился бы слой поверхности толщиной в сотни или тысячи метров

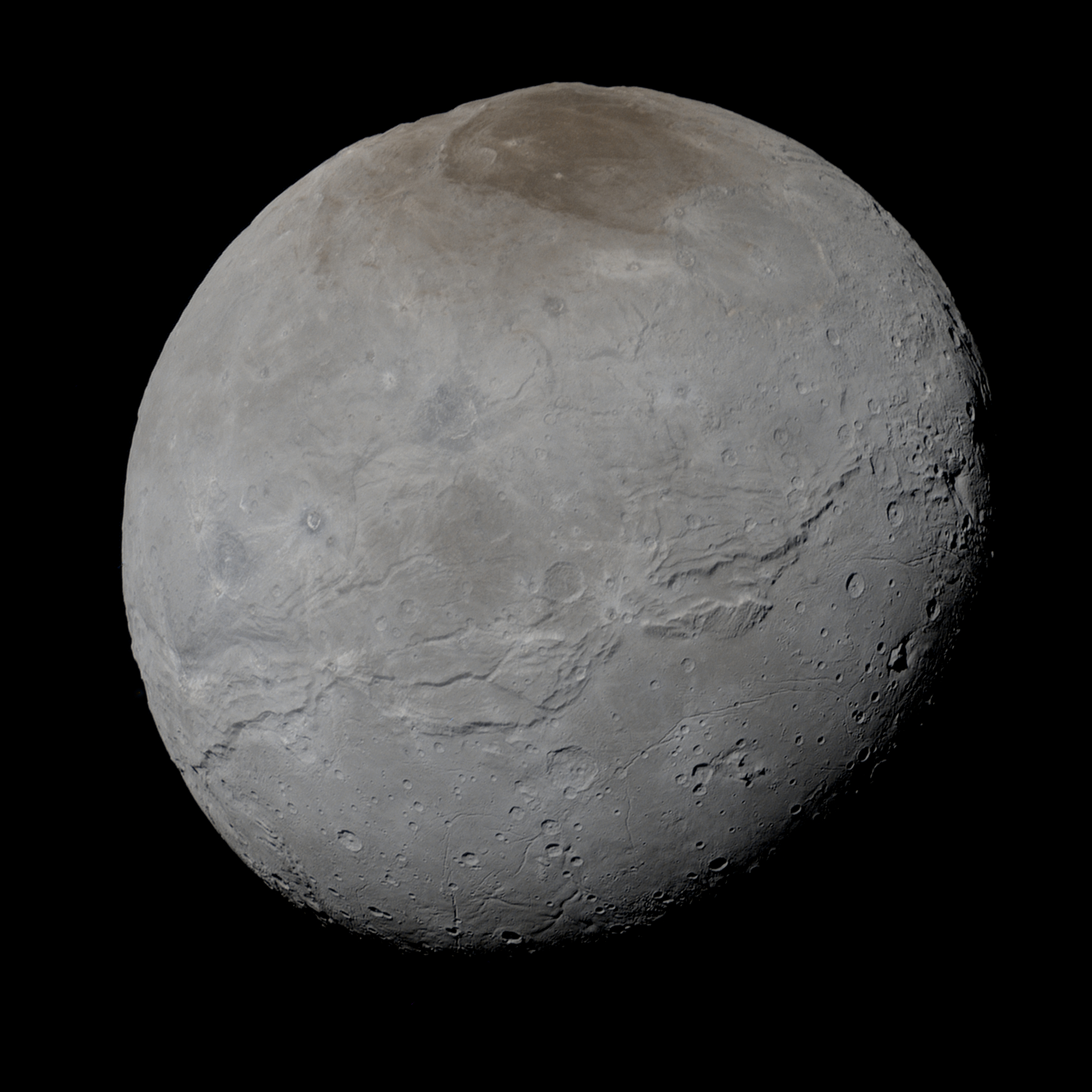
Харон в настоящих цветах

Красно-коричневое пятно на северном полюсе Харона, крупнейшего спутника Плутона (пятно Мордор), может состоять из толинов — сложных органических соединений, образующихся из газов, потерянных атмосферой Плутона. Моделирование показывает, что на Харон должно попадать около 2,5 % этих газов.

## Взаимодействие с солнечным ветром
Молекулы, скорость которых достаточна для вылетания в космическое пространство, ионизуются солнечным ультрафиолетовым излучением. Когда солнечный ветер встречается с областью, богатой этими ионами, он замедляется, отклоняется в стороны и, возможно, образует перед Плутоном ударную волну. Ионы увлекаются солнечным ветром и образуют за Плутоном длинный ионный или плазменный хвост. Позади Плутона в потоке солнечного ветра остаётся полость длиной не менее 100 000 км, заполненная относительно холодным ионизированным азотом. Это было обнаружено инструментом Solar Wind around Pluto (SWAP), измеряющим параметры частиц солнечного ветра, на борту аппарата «Новые горизонты», пролетевшего через эту полость.
Область взаимодействия атмосферы Плутона с солнечным ветром со стороны Солнца расположена на расстоянии около 6 радиусов Плутона (7 тыс. км), а с противоположной стороны — более 400 радиусов Плутона (500 тыс. км). Эти оценки относятся к области, где солнечный ветер замедляется на 20 %.

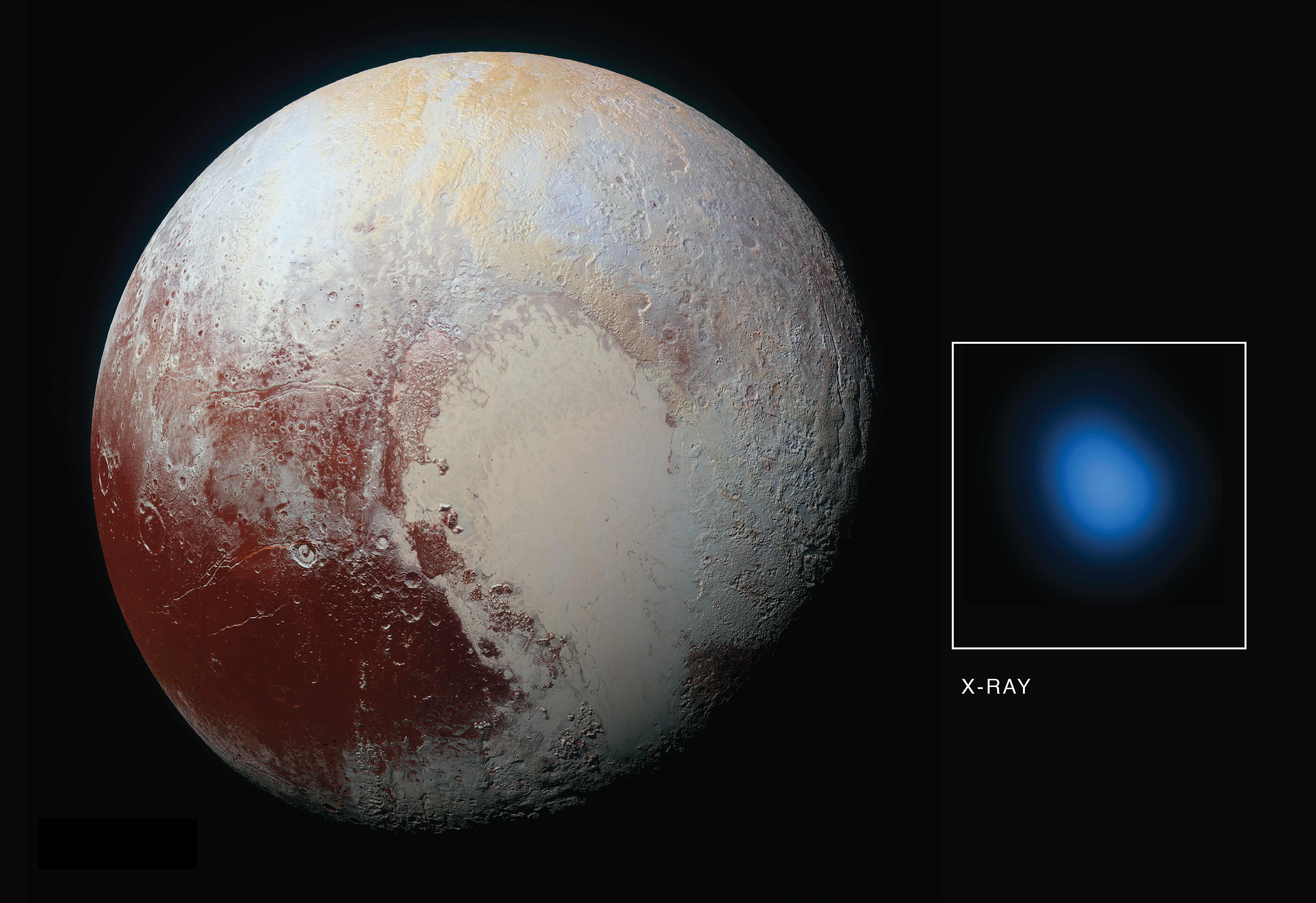
Изображение Плутона в рентгеновских лучах, полученное телескопом «Чандра» (голубое пятно). Рентгеновское излучение создаётся, по всей видимости, при взаимодействии газа, окружающего Плутон, с солнечным ветром, но достоверно это не известно.

В 2014—2015 годах с помощью космического телескопа «Чандра» обнаружено слабое излучение Плутона в мягком рентгене (310—600 эВ). Предполагают, что оно возникает при взаимодействии атмосферных газов с солнечным ветром.

## История изучения
Признаки наличия у Плутона атмосферы ещё в 1940-х годах искал в его спектре Джерард Койпер, но безуспешно. В 1970-х годах некоторые астрономы предполагали наличие плотной атмосферы и даже океанов из неона, считая его единственным распространённым в Солнечной системе газом, который в условиях Плутона не замерзает и не рассеивается в космосе. Но эта гипотеза основывалась на сильно завышенной массе Плутона. Никаких наблюдательных данных о его атмосфере и составе поверхности тогда не было.
Первый сильный, хотя и непрямой признак наличия атмосферы появился в 1976 году. Инфракрасное фотометрическое исследование, выполненное на 4-метровом телескопе Мэйола, выявило на поверхности Плутона метановый лёд, который при ожидаемых там температурах должен заметно испаряться.
Убедиться в существовании атмосферы Плутона удалось при наблюдениях покрытий им звёзд. Если звезду покрывает объект без атмосферы, то её свет пропадает резко, а если Плутон — постепенно. Ослабление света вызвано в основном атмосферной рефракцией (а не поглощением или рассеянием). Первые такие наблюдения провели 19 августа 1985 года Ноа Брош и Хаим Мендельсон в обсерватории Вайза в Израиле. Но качество этих данных было невысоким из-за неудовлетворительных условий наблюдения (к тому же их детальное описание было опубликовано только через 10 лет). 9 июня 1988 года существование атмосферы было окончательно подтверждено наблюдениями нового покрытия из восьми пунктов (самые лучшие данные получила воздушная обсерватория имени Койпера). Была измерена шкала высот атмосферы, а по ней рассчитано отношение температуры к средней молекулярной массе. Определить саму температуру, а также давление, было невозможно из-за отсутствия данных о химическом составе атмосферы и большой неопределённости в радиусе и массе Плутона.
Вопрос о химическом составе был прояснён в 1992 году по инфракрасному спектру Плутона с помощью 3,8-метрового Инфракрасного телескопа Соединённого королевства. Поверхность Плутона оказалась покрытой в основном азотным льдом. Поскольку азот более летуч, чем метан, это означает преобладание азота и в атмосфере (хотя в спектре газообразный азот не наблюдается). Кроме того, была открыта примесь замёрзшего монооксида углерода. В том же году на 3-метровом инфракрасном телескопе IRTF в спектре Плутона впервые надёжно зарегистрировали линии газообразного метана.
Для исследования атмосферы важно знать температуру поверхности. Наилучшие её оценки выводятся из измерений теплового излучения Плутона. Первые значения, полученные в 1987 году по наблюдениям космического аппарата IRAS, составляли 55–60 K, но последующие исследования дали оценки 30–40 K. В 2005 году наблюдения на Субмиллиметровом массиве позволили различить излучение Плутона и Харона. Средняя температура поверхности Плутона оказалась равной 42±4 K (−231±4°C). Эта оценка примерно на 10 K меньше ожидаемой; различие может объясняться охлаждением из-за сублимации азотного льда. Дальнейшие исследования показали, что температура в разных местах существенно различается: от 40 до 55–60 K.
Примерно в 2000 году Плутон вошёл в богатую звёздами область неба — Млечный Путь, где будет оставаться до 2020-х годов. Первые после 1988 года покрытия звёзд произошли 20 июля и 21 августа 2002 года и наблюдались командами астрономов под руководством Бруно Сикарди из Парижской обсерватории и Джеймса Эллиота из МТИ. Атмосферное давление оказалось вдвое большим, чем в 1988 году. Следующее покрытие наблюдалось 12 июня 2006 года, а дальше они стали случаться чаще. Результаты наблюдений показали, что давление продолжает расти. Покрытие беспрецедентно яркой звезды, на порядок ярче самого Плутона, наблюдалось 29/30 июня 2015 года — всего за 2 недели до сближения с аппаратом «Новые горизонты».
14 июля 2015 года аппарат «Новые горизонты» впервые исследовал атмосферу Плутона с близкого расстояния. Он прошёл сквозь тень Плутона, регистрируя поглощение атмосферой солнечного излучения, и провёл эксперимент по просвечиванию её радиоволнами (волны излучались с Земли, а аппарат их регистрировал). Это стало первым прямым исследованием её нижних слоёв. Давление у поверхности оказалось равным 1,0–1,1 Па.